# Tom Coburn
Pour les articles homonymes, voir Coburn.
Thomas Allen Coburn, né le 14 mars 1948 à Casper et mort le 28 mars 2020 à Tulsa, est un homme politique américain, membre du parti républicain. 
Il est sénateur de l'Oklahoma au Congrès des États-Unis de 2005 à 2015.

## Biographie
Tom Coburn est diplômé en médecine de l'université d'Oklahoma et est membre de l'Église des Baptistes du sud. Obstétricien-gynécologue, c'est un opposant déterminé à l'avortement et à toute interruption volontaire de grossesse (IVG). Coburn est membre du groupe religieux The Family.

### Carrière politique
En 1994, Tom Coburn est élu à la Chambre des représentants des États-Unis pour le 2e district de l'Oklahoma, une circonscription qui était jusque-là un bastion démocrate imprenable. Coburn l'emporte avec 52 % des voix contre 48 % au démocrate Virgil Cooper, alors âgé déjà de 71 ans et qui avait battu lors des primaires le représentant sortant, Mike Synar. Coburn devint alors le premier républicain élu de cette circonscription depuis 1921.
Tom Coburn est un opposant à l'avortement, favorable à la limitation des mandats et un républicain incontrôlable, sans cesse en dispute avec le « Speaker » conservateur d'alors, Newt Gingrich.
En 1997, Tom Coburn est l'auteur de l'amendement à la loi sur la sécurité sociale intitulée « HIV Prevention Act of 1997 ». Cet amendement propose un certain nombre de situations où les tests VIH seraient demandés ou dont les résultats seraient transmis à l'administration.
En 2001, il ne se représente pas, conformément à son engagement de ne pas faire plus de trois mandats.
En 2003, il écrit un livre Breach of Trust: How Washington Turns Outsiders Into Insiders, où il règle ses comptes avec le monde politique de Washington y compris avec ses anciens amis du parti républicain comme Dennis Hastert ou Newt Gingrich.
Cependant, en 2004, il revient à la politique en se faisant élire au Sénat des États-Unis au siège laissé vacant par le républicain Don Nickles. Au terme d'une campagne électorale qu'il qualifie de course entre le bien et le mal, Tom Coburn l'emporte avec 53 % des voix contre 41 % au démocrate Brad Carson, qui lui avait succédé à la Chambre des représentants en 2001.

## Positions politiques

### Avortement
En 2000, Tom Coburn soutient une proposition de loi interdisant de tester et autoriser la pilule abortive RU-486. La proposition est rejetée par 187 voix contre 182.
Durant sa campagne électorale de 2004, il propose l'application de la peine de mort contre les « avortementionnistes », personnes aidant les femmes à avorter, et plus généralement tous ceux qui retirent la vie d'autrui.
Tom Coburn, en tant qu'obstétricien-gynécologue, a reconnu cependant avoir pratiqué des avortements dans deux cas où des femmes avaient des graves maladies de cœur. Il est cependant opposé aux autres cas d'avortements, y compris en cas de viol et justifie sa position par le fait que sa propre grand-mère fut violée par un shérif.

### Allégation de procédures médicales non autorisées
Tom Coburn s'est avéré que, le 7 novembre 1990, en tant que gynécologue, il avait stérilisé une femme sans son consentement à la suite d'un mauvais traitement. Tom Coburn se défendit en arguant que la femme avait donné son consentement oral, mais ne put corroborer cette déclaration par un quelconque écrit de la femme.
Tom Coburn avoua qu'il avait procédé ainsi sur de nombreuses femmes et tout cela au frais de la sécurité sociale, alors que certaines patientes avaient moins de 21 ans (âge légal) et que, selon la loi, la stérilisation n'était pas remboursable. Le dossier fut pourtant classé sans suite faute d'éléments à charge contre lui.

### Implants mammaires
En janvier 2005, Tom Coburn détourne les conclusions d'un rapport présenté dans un journal médical pour affirmer que les implants mammaires en silicone ne présentent aucun danger pour la santé.

### Réchauffement global et environnement
Durant sa campagne électorale de 2004, Tom Coburn nie la réalité du réchauffement global.
Il a fait bloquer une résolution présentée par le sénateur démocrate Ben Cardin pour rendre hommage à Rachel Carson, la scientifique qui a la première dénoncée les dangers du DDT.

### Homosexualité
Durant sa campagne électorale de 2004, selon The American Prospect, Tom Coburn remarqua que dans la ville de Coalgate en Oklahoma, le lesbianisme était « tellement rampant dans certaines écoles que les filles ne sont autorisées à se rendre aux toilettes qu'une par une ».
En d'autres circonstances, il déclara que « la communauté homosexuelle avait infiltré tous les centres de décisions à travers tous le pays et qu'ils avaient beaucoup de pouvoirs… et que cette organisation était la plus grande menace contre les libertés à ce jour. » Il en donnait pour preuve les revendications sur le droit à l’avortement et les partenaires sexuels multiples.
Le représentant Barney Frank, homosexuel démocrate du Massachusetts, décrivit Tom Coburn comme un fou vivant dans un univers parallèle.
Les organisations de défense des droits de l'homme donnent un zéro à l’évaluation de Tom Coburn pour ses votes en matière de droit des gays.

### La Liste de Schindler
Dans les années 1990, Tom Coburn protesta auprès de la chaîne NBC contre la diffusion du film La Liste de Schindler à cause des scènes de nudité frontale, de violence et de profanations. Il décrivit le film comme une incitation à des comportements sexuels irresponsables.
Les conservateurs William John Bennett et Jack Kemp critiquèrent les remarques de Tom Coburn, alors que le sénateur républicain Alfonse D'Amato dénonçait les remarques indécentes et déplacées d'un membre de son propre parti.